# Odontamblyopus lacepedii
Az Odontamblyopus lacepedii a csontos halak (Osteichthyes) főosztályának a sugarasúszójú halak (Actinopterygii) osztályába, ezen belül a sügéralakúak (Perciformes) rendjébe, a gébfélék (Gobiidae) családjába és az Amblyopinae alcsaládjába tartozó faj.

## Előfordulása
Az Odontamblyopus lacepedii a Csendes-óceán északnyugati térségében fordul elő. Japán, a Koreai-félsziget, Kína és a Kínai Köztársaság partmenti vizeiben található meg.

## Megjelenése

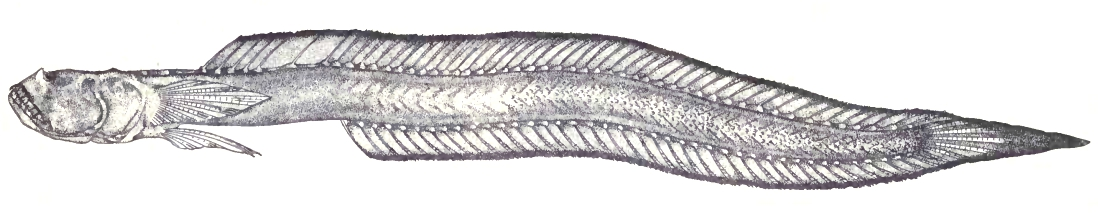
Rajz a halról

Ez a hal legfeljebb 30 centiméter hosszú. 30-34 csigolyája van. Mellúszóinak sugarai szabadok és selymesek. Farokúszója hosszú. Pikkelyei a fejbe és a testbe be vannak ágyazódva. Szemei kezdetlegesek, és bőr fedi őket. Alsó ajka alatt, néhány rövid tapogatószál látható.

## Életmódja
Szubtrópusi halfaj, amely egyaránt megél a sós- és brakkvízben is. A fenék közelségét keresi, ahol akár 50-90 centiméter mély lyukakba fúrja magát. Néha a fő lyuktól 4-9, kisebb melléklyuk ágazik el. Tápláléka kagylók, rákok, fejlábúak és kisebb halak.

## Neve
Az Odontamblyopus lacepedii nem neve, görög, összetett szó: „odous” = fogak, „amblys” = sötét, „pous” = lábak. Tehát, ennek a halnak, a magyarított neve, fogas sötét lábak vagy fogas sötét lábú lenne. Az állat faj nevét, pedig Bernard Germain de Lacépède francia természettudósról és politikusról kapta.